# Vuelo 1216 de Cubana de Aviación
El Vuelo 1216 de Cubana de Aviación fue un vuelo internacional de Cubana de Aviación entre el Aeropuerto Internacional José Martí, de La Habana, y el Aeropuerto La Aurora, de la Ciudad de Guatemala. El 21 de diciembre de 1999, el avión, un McDonnell Douglas DC-10 arrendado de AOM French Airlines, registrado F-GTDI, salió de la pista de aterrizaje número 19, húmeda por la lluvia que había caído, y chocó contra el barrio "La Libertad" en la Ciudad de Guatemala, matando a 8 pasajeros y 8 miembros de la tripulación, así como 2 personas del barrio.
Los pasajeros del vuelo fueron estudiantes guatemaltecos que estudiaron en universidades cubanas. La Dirección General de Aeronáutica Civil de Guatemala investigó el accidente. Al aterrizar, los pilotos no pudieron detener la aeronave y ésta se salió del extremo de la pista y descendió una pendiente, chocando contra diez casas.

## Aeronave y tripulación
La aeronave involucrada era un McDonnell Douglas DC-10, matrícula F-GTDI, arrendado por Cubana de Aviación a AOM French Airlines. Tenía poco menos de 27 años y había volado 85.760 horas en el momento del accidente. Anteriormente había sido propiedad de Air Afrique con matrícula TU-TAL y estuvo involucrado en un incidente de secuestro en 1987. El capitán era Jorge Toledo, de 54 años, que había sido capitán de un DC-10 desde 1993. Tenía 16.117 horas de vuelo, incluidas 4.872 horas en el DC-10. El primer oficial era Cecelio Hernández, de 41 años, que había sido primer oficial del DC-10 desde 1993 y anteriormente había sido capitán del avión Yakovlev Yak-42. Hernández tuvo 8.115 horas de vuelo, 4.156 de ellas en el DC-10. El ingeniero de vuelo anónimo de 59 años era el miembro más experimentado de la tripulación; había sido ingeniero de vuelo del DC-10 desde 1992 y registró 22.819 horas de vuelo, incluidas 4.939 en el DC-10.

## Accidente
El Vuelo 1216 de Cubana de Aviación era un chárter especial que transportaba a los estudiantes guatemaltecos a casa desde las universidades de Cuba. La aeronave despegó del Aeropuerto Internacional José Martí de Cuba con 296 pasajeros y 18 tripulantes a bordo. Después de un vuelo de dos horas, la aeronave recibió autorización para aterrizar en la pista 19 del Aeropuerto Internacional La Aurora. Al aterrizar, los pilotos no pudieron detener la aeronave y ésta se salió del extremo de la pista y descendió una pendiente, chocando contra diez casas. El accidente mató a 18 personas en total: ocho pasajeros y ocho tripulantes a bordo de la aeronave, y dos ocupantes de las casas. Hubo 298 pasajeros y tripulantes que sobrevivieron; sin embargo 37, pasajeros y tripulantes y otras 20 personas en tierra resultaron heridas en el accidente. La aeronave sufrió daños irreparables y se canceló.
El accidente ocurrió en el barrio La Libertad. Los tres miembros de la tripulación de vuelo estaban entre los muertos.

## Causas
El accidente fue investigado por la Sección de Investigación de Accidentes de la Dirección General de Aeronáutica Civil de Guatemala. La investigación encontró que la aeronave aterrizó demasiado a lo largo de la pista mojada con una desaceleración insuficiente, y que la tripulación no había podido iniciar una maniobra. Los spoilers se encontraron en la posición hacia abajo y bloqueados, mientras que el registrador de datos de vuelo (FDR) los mostró desplegados. El asa de los spoilers en la cabina se encontró en una posición indefinida. La razón de esta discrepancia no fue determinada por la investigación del accidente.